# Holopsis sphaericula
Holopsis sphaericula är en skalbaggsart som först beskrevs av Thomas Casey 1900.  Holopsis sphaericula ingår i släktet Holopsis och familjen punktbaggar. Inga underarter finns listade i Catalogue of Life.